# 内村遥
内村 遥（うちむら はるか　1985年5月1日 - ）は、日本の俳優。ワイ・ケイ事務所所属。神奈川県横浜市出身。身長178cm。

## 来歴
2006年、映画『東京大学物語』でデビュー。2011年、映画『適切な距離』で映画初主演を果たす。

## 出演

### 映画
- 東京大学物語（2006年）
- 日本沈没（2006年）
- パッチギ! LOVE&PEACE（2007年）
- オンナたちよ！（2007年）
- 夕暮れ（2010年）
- こっぴどい猫（2012年）
- 適切な距離（2012年）
- きをつけてね（2013年）
- HOTOTOGISU（2013年）
- お兄チャンは戦場へ行った！？（2013年）
- 鯛の味（2014年）
- WOOD JOB！神去なあなあ日常（2014年）
- ねこにみかん (2014年)
- 25 NIJYU-GO(2014年)
- ASO（2015年）
- 知らない、ふたり（2016年）
- 探偵ミタライの事件簿 星籠の海（2016年）
- サバイバルファミリー（2017年）
- スプリング、ハズ、カム（2017年）
- 戦場へ、インターン（2017年）
- 鯨の骨（2023年）[1]
- 海鳴りがきこえる（2023年）[2]

### テレビドラマ
- だいすき!!（2008年、TBS）
- 隠蔽捜査2（2008年、テレビ朝日）
- 福原警部2（2010年、テレビ朝日）
- そこをなんとか2（2014年、NHK）
- 美しき罠〜残花繚乱〜準レギュラー（2015年、TBS）
- 銭の戦争第6話（2015年、フジテレビ）
- 限界集落株式会社第3話（2015年、NHK）
- 予告犯 -THE PAIN-準レギュラー（2015年、WOWOW）
- HEAT第6話（2015年、フジテレビ）
- 撃てない警官第3話（2016年、WOWOW）
- 警視庁ゼロ係〜生活安全課なんでも相談室〜第5話（2016年、テレビ東京）
- わたしを離さないで第7話～9話（2016年、TBS）
- 破獄（2017年、テレビ東京）
- 小さな巨人第1話、5話（2017年、TBS）
- 陸王（2017年、TBS）
- ブラックペアン（TBS） - 垣谷雄次
  - ブラックペアン（2018年4月22日 - 6月24日）
  - ブラックペアン シーズン2（2024年7月7日 - 9月15日）[3]
  - ブラックペアンと言いたくて…（2024年7月12日 - ）[4]
- コンフィデンスマンJP（2018年、フジテレビ） - 山本巌
- 駐在刑事（2018年） - 加山幸三
- 日曜プライム 「庶務行員 多加賀主水が悪を断つ」（2019年） - 柿沢靖男
- インハンド（2019年） - 松田拓人
- 家政夫のミタゾノ 第3シリーズ 第7話（2019年5月31日、テレビ朝日）
- いだてん〜東京オリムピック噺〜（2019年、NHK） - 田畑庄吉
- サイン～法医学者 柚木貴志の事件～ 第3話（2019年8月1日、テレビ朝日） - 黒川時雄
- 相棒
  - （2019年） - 大西玲二（駐在） 役
  - （2025年） - 有澤一郎（弁護士） 役
- シャーロック 第2話（2019年10月14日、フジテレビ） - 佐々木守
- 同期のサクラ（2019年） - 美咲島の島民
- 私の家政夫ナギサさん 第7話（2020年8月18日、TBS） - 垣内太一朗
- 24 JAPAN（2020年10月9日 - 2021年3月26日、テレビ朝日） - 秋山昇[5]
- おしい刑事 第2シリーズ（2021年） - 中村彰 役
- ドラゴン桜 第2シリーズ（2021年4月25日 - 6月27日、TBS） - 大山将大 役[6]
- TOKYO MER〜走る緊急救命室〜  (2021年、TBS） - 三好 役
- 緊急取調室（2021年8月12日、テレビ朝日） - 三上聡 役[7]
- 剣樹抄〜光圀公と俺〜（2021年11月5日 - 2021年12月24日、NHK BSプレミアム） - 日下藤四郎 役
- 嫌われ監察官 音無一六 season1 第5話（2022年6月3日、テレビ東京） - 今井 役
- 大病院占拠 第6話（2023年2月18日、日本テレビ） - 対馬勝見 役
- Get Ready! 第8話 - 最終話（2023年2月26日 - 3月12日、TBS） - 土井刑事 役
- VIVANT 第5話 - 最終話（2023年8月13日 - 9月17日、TBS） - マタ 役[8][9]
- JKと六法全書 第1話（2024年4月19日、テレビ朝日） - 本郷耕三 役[10]
- アンチヒーロー 第2話（2024年4月21日、TBS） - 水卜健太朗 役[11][12]
- Believe-君にかける橋- 第5話 （2024年5月23日、テレビ朝日）- 荒井 役
- モンスター 第5話・第6話（2024年11月11日・18日、関西テレビ・フジテレビ系） - 岡本久嗣 役[13]
- キャスター（2025年4月13日 - 6月15日、TBS） - 羽生真一 役[14]

### 舞台
- 眉山（2007年、明治座）
- 三丁目の夕日（2008年、明治座）
- アセンション2012（2010年、新宿シアターモリエール）
- 真説・山椒太夫（2010年、日本武道館）
- アセンション・ミロク（2010年、池袋あうるすぽっと）
- 四畳半革命 ～球根歌～（2010年、下北沢シアター711）

### CM
- ジョンソンエンドジョンソン2ウィークアキュビュー（2005年）
- リクルートSUUMO（2010年）
- アイデム赤い糸（2013年）
- セガネットワークスチェインクロニクル～こころ踊る編～（2013年）
- 田辺三菱製薬セレキノンS（2014年）
- アイデム アイデム演劇プロジェクト「シャーロックンロール・ホームズ～テレビから何かが…篇」（2016年）
- 日本ハム シャウエッセン（2018年)
- リンクアンドモチベーション モチベーションクラウド （2019年）

### その他
- ほんとうにあった怖い話 第三十夜 （2014年）